# Valeska Peschke
Valeska Peschke (* 1966 in Neustadt an der Weinstraße) ist eine deutsche Konzeptkünstlerin.

## Biografie
Valeska Peschke ist eine Nichte der Malerin Annelise Everts. Sie wuchs Deutschland auf und begann 1987 Kunst- und Geistesgeschichte am Principia College in Illinois zu studieren. Anschließend machte sie eine Ausbildung zur Kunstschmiedin, bevor sie an der Hochschule der Künste (UdK) Berlin das Studium zur Architektur antrat und Bildende Kunst als Meisterschülerin beendete. 
Seit 1996 nimmt sie an internationalen Ausstellungen teil. Sie ist Mitbegründerin der Künstlergruppen „Stadt im Regal“ und „Salon 808“. Unter anderem erhielt sie Stipendien für Forschung und Kunst des Berliner Senats (1996), für „Research and Culture“ des Pasadena Art Center, USA (1997–98), der Villa Aurora (2000), dem Headlands Center for the Arts in New York, dem „Artist in Residence at Djerassi“, Kalifornien (2002) und für das „Sirius Art Center“ in Cork, Irland (2002). Darüber hinaus wurde als Gastprofessorin an das Art Center College of Design, Pasadena, USA, und an die Kunsthochschule Dresden berufen.

## Werk
Peschkes Projekte sind vielfältig. Sie arbeitet im Bereich der Fotografie, der raumgreifenden Plastik und dem Eingriff in den öffentlichen Raum und verwendet dafür unterschiedliche Materialien.
„Valeska Peschke lernte Metallbau, bevor sie an der Hochschule der Künste in Berlin eine Ausbildung zur Architektin antrat, wo sie 1997 mit einem MFA in der Klasse von Rebecca Horn abschloss. Entsprechend vielfältig ist Peschkes künstlerischer Zugang, sie bewegt sich virtuos zwischen den Medien der Fotografie, der raumgreifenden Plastik und dem Eingriff in den öffentlichen Raum. So nistete sich das Werk Instant Home, ein in zwei Minuten aufblasbares Giebeldachhaus inklusive Mobiliar, überraschend in als unbewohnbare erklärten Orten ein, und interessierte Passanten wurden über ihre Vorstellung von Heim und Heimat befragt. Das für alle offen stehende Haus konnte man zwischen 1999 und 2002 an so unterschiedlichen Orten wie dem Vorplatz der Semper Oper in Dresden, am Strand von Santa Monica und im Servico Social Comérico von Ipiranga in São Paulo finden. Peschkes Interesse an Identitätsfragen und deren Konstruktion vor dem Hintergrund wachsender Mobilität und Urbanisierung zieht sich als roter Faden durch ihr Werk.“

### „Instant Home“
„Instant Home“ entstand als Kunst im öffentlichen Raum in Kalifornien und beschäftigt sich mit der Frage nach Mobilität und Identität in der Zeit der Postmoderne. Das 12 m² große Konstrukt besteht aus Vinyl und Luft. Ausgestellt wurde das Instant Home im Rahmen der Ausstellung City Index im Kunsthaus Dresden im Jahr 2000, Durchreise des Künstlerhaus Bethanien, Berlin 2000, Inflavles im SESC Ipiranga in São Paulo, Brasilien 2002 und X-treme Houses der Stiftung Federkiel 2004.
„Woraus besteht ein Haus? Dieser Frage gehen seit dem Beginn der Moderne Anfangs dieses Jahrhunderts, seit der Industrialisierung der Produktionsbetriebe und seit der Erfindung des sozialen Wohnungsbaus Generationen von Architekten nach. Theoretisch ist die Antwort einfach: ein Dach, vier Wände, eine Tür und ein Fenster. Trotz der Postmoderne und Dekonstruktivismus zeigt sich das Faszinosum der preisgünstigen Architektur noch immer ungebrochen. Der Traum vom eigenen Häuschen wird sehnsüchtig geträumt. Das Eigenheim ist der phantasmatische Fokus der Bürgerlichkeit, es repräsentiert Wohlstand, Sicherheit, Erfolg - und wird trotzdem, oder gerade deshalb zur 'Hauptquelle des kleinbürgerlichen Elends'. Als Idealtyp des Eigenheims hat sich das Fertighaus etabliert: Es wird nicht nur von den Bausparkassen landauf und landab propagiert, sondern von vielen Häuslebauern präferiert - what you see is what you get, nämlich den kleinsten gemeinsamen Nenner der menschlichen Behausung.“

### Vulkane

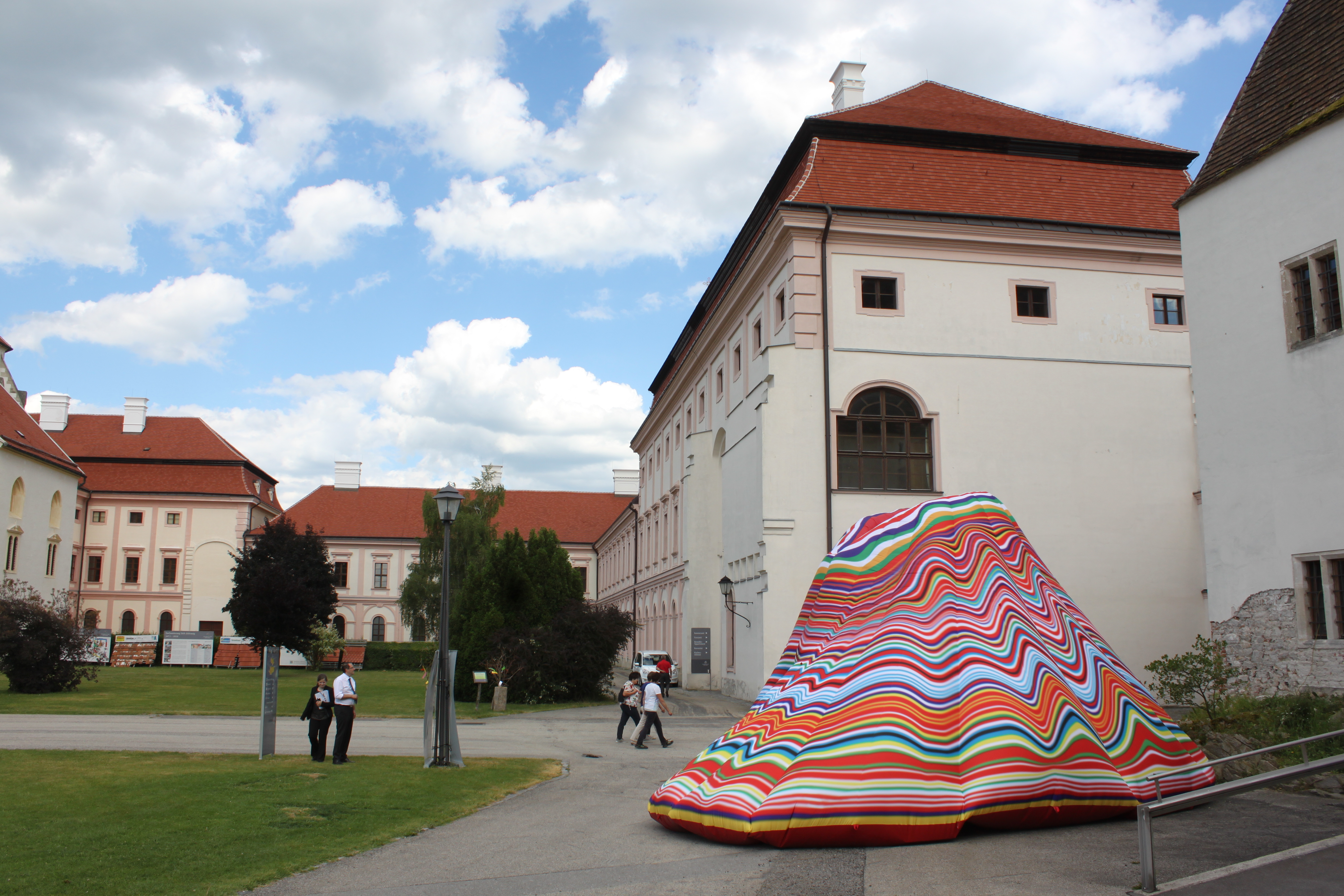
Vulkan im Stift Göttweig im Rahmen des Europa-Forums Wachau

Inspiriert von Vulkanen entsteht eine Reihe von Performances, wie zum Beispiel das „First World Catastrophy Camp“ und „Ohne Kompromiß“ im Martin-Gropius Bau 1996. „Als ‚Vulkanforscherin‘ geht Valeska Peschke auf Baustellen, um sich mit geologischer Akribie an das Objekt ihrer Begierde anzunähern. Sie ist fasziniert von der Dynamik und von der Energie, welche die Dinge und die Gedanken in Bewegung halten. Dafür benutzt sie das Vokabular der Vulkanologie und die Verschiebung der Vulkanmetapher nach Berlin“.
„Katja-Valeska Peschke verfolgte in den letzten Jahren intensiv die ‚Vulkanforschung‘ in der sie den Prozeß der Umwandlung im städtischen Raum sichtbar machte. Orte, an denen Denk-, Zeit- oder Materialströme erlebbar waren, wurden zu Kunstorten erklärt und in die Kartographierung der ‚Vulkane in Berlin‘ aufgenommen. Die künstlerisch intermediale Forschung untersuchte Zeit und Material, Druck und Spannung, Gase und Hitze und ließ Filme, Zeichnungen, Karten und Modelle entstehen die in einem Reisebuch zusammengefaßt wurden.“

## Ausstellungen

### Einzelausstellungen
- „Und er kommt nicht allein“, Temporäre Skulptur im öffentlichen Raum, „Spekulationen“; Skulpturengarten Mitte, KunstREpublik e.V. Berlin, 2008
- „Invitational,“ ACE Gallery New York, 2002
- „Inflavles“, SESC Ipiranga, São Paulo, Brasilien, 2002
- „Vamos“, Kunstverein Wolfenbüttel, 2002
- „Instant Home“, Galerie im Mousonturm, Frankfurt am Main, 2001
- „The First World Catastrophy Camp“, ACE Gallery, Los Angeles 2001
- „Volcanes en Berlin y Campamento Paracaidista“, ACE Gallery, kuratiert v. Hilario
- Galguera, Mexico D.F., 2001
- Instant Modernism, ACE Gallery, Los Angeles, 2001
- „Plutonics//Boxes“, curated by Christoph Tannert, Dresdner Bank, Frankfurt a. M. 2000
- „Volcanoes in Berlin“, Produzentengalerie Kassel,  1997

### Gruppenausstellungen
- Diashow von Amikejo in der Friedrich-Ebert-Stiftung im Rahmen der Buchpremiere Warum Europa eine Republik werden muss! Eine politische Utopie, von Ulrike Guérot. Berlin, 2016
- ROMART: Biennale Internazionale di Arte e Cultura, Fiera di Roma, 2015[10]
- „Europe, The Future of History“, Kunsthaus Zürich, 2015[11]
- „Querschnitt“, Galerie Axel Obiger, Berlin 2015
- „Kunst & Kartografie_Vulkane“, Schau Fenster Berlin, 2014 Kunst & Kartografie_Vulkane, kuratiert von Zuzanna Skiba
- „Die Botschaft von Amikejo“, „Zukunftsort: EUROPA - Ein Salon in der Berlin-Brandenburgischen Akademie der Wissenschaften“, Berlin, 2014
- „The Last Days“, Performance, Phantasmagoria, Kaleidoskop Berlin, 2011
- „The Last Days“, Lecture und Filmperformance „The New Museum“, Berlin / Phantasmagories in Berlin, Philosophisches Institut, Potsdam Sansoussi, 2011
- „Spacebags“, Performance and lecture „New Media“ Verrat, Thealit Bremen, 2011
- „The Return of The Cowboy Philosopher“, Salon 808, Dänische Botschaft, Berlin, 2008
- Designblok, Prag, 2006
- „Transatlantische Impulse“, Martin Gropius Bau, Berlin, 2005
- „X-treme Houses“, Stiftung Federkiel/Halle 14, Leipzig, 2004
- „X-treme Houses“, lothringer dreizehn, Ort für Zeitgenössische Kunst in München, 2004
- „WK8P2“, City in Shelves, Superumbau, Hoyerswerda Neustadt, 2003
- „Melancholy“, Hommage á Lucas Cranach d. Ä., Cranach Stiftung Wittenberg, 2003
- „the remaking of..“, Büro für Kunst, Dresden, 2002
- „Endless Walk“, Mathematica, Exploratorium, San Francisco, 2002
- „Agua/Wasser“, Museo Universitario de Ceincas y Arte, kuratiert v. Bernd Scherer, Goethe Institut Internationes, Mexico DF, 2002;
- „Catastrophico“, kuratiert v. Ishiro Ireri, La Panaderia Gallery, Mexico DF
- „Paseo Miramar“, DAAD Gallery, Berlin
- „City Index“, Kunsthaus Dresden, 2000
- „Bungalow, City in Shelves,“ Z-2000 Akademie der Künste Berlin, 2000
- „Durchreise, 25 Years of Künstlerhaus Bethanien,“ Berlin, 2000